# Peter Dickinson
Peter Malcolm de Brissac Dickinson (Livingstone, 16 de dezembro de 1927 - Winchester, 16 de dezembro de 2015) foi um escritor e poeta inglês, mais conhecido por livros infantis e histórias de detetive.
Dickinson ganhou a Medalha Carnegie anual da Library Association por Tulku (1979) e City of Gold (1980), cada um sendo reconhecido como o livro infantil excepcional do ano por um sujeito britânico. Até 2020, ele é um dos oito escritores a ganhar dois Carnegies; ninguém ganhou três. Ele também foi um vice-campeão altamente elogiado para Eva (1988) e quatro vezes um vice-campeão elogiado.

## Trabalhos

### Romances para crianças e jovens adultos
Trilogia de alterações
- The Weathermonger (1968)
- Heartsease (1969)
- The Devil's Children (Gollancz, 1970), illus. Robert Hales

Outros romances
- Emma Tupper's Diary (1970)
- Mandog (BBC, 1972)
- The Dancing Bear (Gollancz, 1972), illus. David Smee
- The Gift (1973)
- The Blue Hawk (Gollancz, 1976), illus. David Smee — vencedor do Prêmio Guardião de 1977
- Annerton Pit (1977), illus. Anne Yvonne Gilbert
- Tulku (1979) — vencedor da Medalha Carnegie de 1979
- The Seventh Raven (1981) — vencedor do Prêmio Phoenix de 2001
- Healer (1983)
- Eva (1988) — altamente elogiada pela Medalha Carnegie e vencedora do Prêmio Phoenix de 2008
- AK (1990)
- A Bone from a Dry Sea (1992)
- Shadow of a Hero (1993)
- Time and the Clock Mice, Etcetera (1993), illus. Jane Chichester Clark
- The Kin (1998)
  - Suth's Story
  - Noli's Story
  - Ko's Story
  - Mana's Story
- The Lion Tamer's Daughter (1999)
- The Ropemaker (2001)
- The Tears of the Salamander (2003)
- The Gift Boat (2004); Título norte-americano: Inside Granddad
- Angel Isle (2006); uma continuação de The Ropemaker
- In the Palace of the Khans (2012)

### Ficção de mistério para adultos
Série James Pibble
- Skin Deep (1968); Título norte-americano: The Glass-Sided Ants' Nest
- A Pride of Heroes (1969); Título norte-americano: The Old English Peep-Show
- The Seals (1970); Título norte-americano: The Sinful Stones
- Sleep and His Brother (1971)
- The Lizard in the Cup (1972)
- One Foot in the Grave (1979)

Outros romances
- The Green Gene (1973)
- The Poison Oracle (1974)
- The Lively Dead (1975)
- King and Joker (1976)
- Walking Dead (1977)
- A Summer in the Twenties (1981)
- The Last Houseparty (1982)
- Hindsight (1983)
- Death of a Unicorn (1984)
- Tefuga (1985)
- Skeleton-in-Waiting (1987)
- Perfect Gallows (1988)
- Play Dead (1991)
- The Yellow Room Conspiracy (1992)
- Some Deaths Before Dying (1999)

### Livros infantis
- The Iron Lion (1973), illus. Marc Brown, later Pauline Baynes
- Hepzibah (1978), illustrated by Sue Porter
- Giant Cold (1984), illus. Alan Cober
- A Box of Nothing (1985)
- Mole Hole (1987)
- Chuck and Danielle (1996)

### Coleções de contos
- Merlin Dreams (1988)
- The Lion Tamer's Daughter and other stories (Nova York: Delacorte, 1997)
- Touch and Go (1999)
- Water: Tales of Elemental Spirits (2002), de Dickinson e Robin McKinley; mais tarde, Elementais: Água, Elementals: Water
- Fire: Tales of Elemental Spirits (2009), por Dickinson e Robin McKinley
- Earth and Air: Tales of Elemental Creatures (2012), por Dickinson sozinho

### Outros livros
- Chance, Luck and Destiny (1975) — sobre probabilidade e coincidência; vencedor do Boston Globe–Horn Book Award, categoria de não ficção[3]
- The Flight of Dragons (Pierrot Publishing, 1979), illus. Wayne Anderson —"história natural especulativa" adaptado por Rankin e Bass em conjunto com outro trabalho como o filme de animação The Flight of Dragons (1982)
- City of Gold and other stories from the Old Testament (1980), recontadas por Dickinson, ilus. Michael Foreman -vencedor da Medalha Carnegie de 1980